# Беллуно (провінція)
Провінція Беллуно, Беллунезе (італ. Provincia di Belluno) — провінція в Італії, у регіоні Венето.
Площа провінції — 3 678 км², населення — 212 453 осіб.
Столицею провінції є місто Беллуно.

## Географія
Межує на півночі з Австрією (Тіроль і Каринтія), на сході з регіоном Фріулі-Венеція-Джулія (провінцією Удіне і провінцією Порденоне), на півдні з провінцією Тревізо і з провінцією Віченца, на заході з регіоном Трентіно-Альто-Адідже (провінцією Тренто і провінцією Больцано).

## Суспільство

### Демографія
Населення за роками:

### Комуни
Провінція Беллуно складається з 61 комуни:
- Агордо
- Алано-ді-П'яве
- Аллеге
- Арсі
- Ауронцо ді Кадоре
- Альпаго
- Беллуно
- Борка ді Кадоре
- Борго Вальбеллуна
- Валь-ді-Цольдо
- Валлада-Агордіна
- Валле ді Кадоре
- Віго ді Кадоре
- Водо-ді-Кадоре
- Вольтаго Агордіно
- Гозальдо
- Данта ді Кадоре
- Домедже-ді-Кадоре
- Калальцо ді Кадоре
- Канале д'Агордо
- Колле-Санта-Лучія
- Комеліко-Суперіоре
- Кортіна д'Ампеццо
- Куеро-Вас
- К'єс-д'Альпаго
- Ла-Валле-Агордіна
- Ламон
- Лімана
- Лівіналлонго-дель-Коль-ді-Лана
- Лонгароне
- Лоренцаго ді Кадоре
- Лоццо ді Кадоре
- Оспітале-ді-Кадоре
- Педавена
- Перароло ді Кадоре
- П'єве-ді-Кадоре
- Понте-нелле-Альпі
- Рівамонте Агордіно
- Рокка П'єторе
- Сан-Грегоріо-нелле-Альпі
- Сан-Ніколо-ді-Комеліко
- Сан-П'єтро-ді-Кадоре
- Сан-Томазо-Агордіно
- Сан-Віто-ді-Кадоре
- Санта Джустіна
- Санто Стефано ді Кадоре
- Седіко
- Сельва ді Кадоре
- Серен дель Граппа
- Соспіроло
- Соверцене
- Соврамонте
- Таїбон-Агордіно
- Тамбре
- Фалькаде
- Фельтре
- Фонцазо
- Цоппе-ді-Кадоре
- Чезіомаджоре
- Ченченіге-Агордіно
- Чиб'яна-ді-Кадоре

### Найбільш густонаселені муніципалітети
Найбільші за кількістю мешканців муніципалітети (ISTAT, 30/06/2008):
| Ном. | Герб | Муніципалітет     | Населення (осіб) | Площа (км²) | Густота (ab/км²) | Висота (м.н.р.м.) |
| ---- | ---- | ----------------- | ---------------- | ----------- | ---------------- | ----------------- |
| 1°   |      | Беллуно           | 36.421           | 147,18      | 247              | 390               |
| 2°   |      | Фельтре           | 20.616           | 100,60      | 205              | 325               |
| 3°   |      | Седіко            | 9.649            | 91,42       | 106              | 317               |
| 4°   |      | Понте-нелле-Алпі  | 8.489            | 58,00       | 146              | 411               |
| 5°   |      | Санта-Джустіна    | 6.693            | 35,88       | 187              | 306               |
| 6°   |      | Мель              | 6.236            | 85,00       | 73               | 362               |
| 7°   |      | Кортіна-д'Ампеццо | 6.138            | 254,51      | 24               | 1224              |
| 8°   |      | Лімана            | 4.883            | 39,00       | 125              | 364               |
| 9°   |      | Трік'яна          | 4.758            | 43,00       | 111              | 347               |
| 10°  |      | Педавена          | 4.476            | 24          | 186              | 356               |

### Етнічні меншини та іноземці
Станом на 31 грудня 2018 року кількість іноземного населення, що проживає в провінції, становила 12 493 особи, що дорівнює 6,16 % від загальної кількості населення. Найчисленніші національності:
1. Румуни — 2041
2. Українці — 1397
3. Марокканці — 1383
4. Албанці — 954
5. Китайці — 922
6. Північні Македонці — 713
7. Молдовани — 597
8. Косовари — 546
9. Хорвати — 328
10. Бразильці — 231

Станом на 31 грудня 2018 року муніципалітетами з найбільшим відсотком іноземців у загальній чисельності населення були Алано-ді-П'яве (13,98 %) та Керо-Вас (12,92 %), обидва в районі Фельтре.

### Мовні меншини

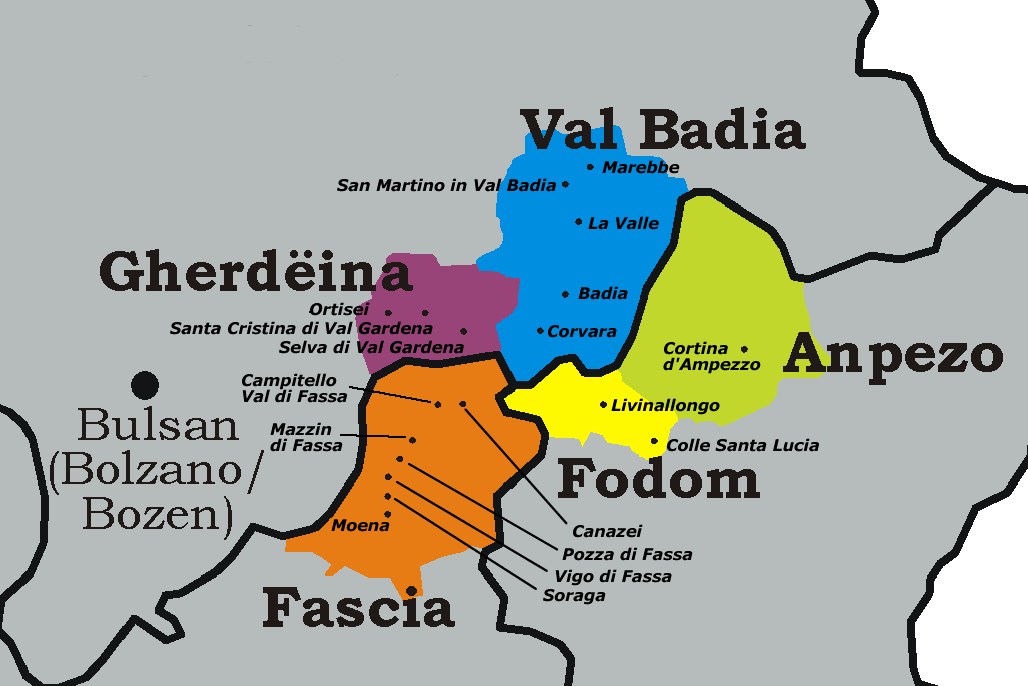
Муніципалітети, визнані частиною так званої історичної Ладінії.

У провінції є деякі мовні меншини, захищені провінційним статутом:
- ладинська меншина, яка визнана в 42 муніципалітетах провінції. Три муніципалітети Коле-Санта-Люсія / Кол, Лівіналлонго-дель-Коль-ді-Лана / Фодом та Кортіна д'Ампеццо / Анпецо є територіями, що входили до Австро-Угорщини та входять до Ладінії. Історична Ладінія однак не включає інші муніципалітети, визнані законом 482/1999 ладиномовними, які охоплюють історико-географічні регіони Кадоре, Агордіно, Комеліко і Золдо, залишаючи виключеним лише Валь Шенер.
- німецькомовна меншість муніципалітетів Альпаго і Тамбре, що належить до групи кимврів, які присутні в основному в плато Азіего.